# Vanesa Agović
Vanesa Agović (ur. 30 marca 1996 w Beranach) – czarnogórska piłkarka ręczna, reprezentantka kraju, grająca na pozycji rozgrywającej w klubie Start Elbląg. W poprzednich sezonach grała w wielu innych klubach, w tym Slagelse FH, Frederiksberg Idræts-Forening, Viborg HK (Dania), Danilovgrad, Budućnost Podgorica (Czarnogóra), Vasas SC (Węgry), Morvedre (Hiszpania) i Târgu Mureș (Rumunia).